# トミー・アルドリッジ
トミー・アルドリッジ（Tommy Aldridge、1950年8月15日 - 、ミシシッピ州ジャクソン生まれ）は、アメリカ出身のHR/HMドラマー。
サザン・ロック・バンドのブラック・オーク・アーカンソー、パット・トラヴァース、オジー・オズボーン、ホワイトスネイク、ゲイリー・ムーア、テッド・ニュージェント、シン・リジィほか、数多くのHR/HMミュージシャンと共演している。
ビートルズ、クリーム、ジミ・ヘンドリックス、レッド・ツェッペリンなどに感化され、ジョー・モレロ、ジョン・ボーナムといったドラマーに影響を受けた。ヘヴィメタル界におけるツーバス奏者のパイオニアの1人でもある。
「ローリング・ストーン誌の選ぶ歴史上最も偉大な100人のドラマー」において44位。

## キャリア
1970年にブラック・オーク・アーカンソーに加入。1972年から1976年までの間に9枚のアルバムを発表し、アメリカを中心としたツアーなどで活躍した。
1978年から1981年までパット・トラヴァースのバンドに加入し、5枚のアルバムに参加したほか、1981年にはゲイリー・ムーアの『ダーティ・フィンガーズ』のレコーディングに参加（リリースは1983年）。
次いでオジー・オズボーンにスカウトされ、彼のバンドに加入。ランディ・ローズ、ルディ・サーゾらと組み、オズボーン初期のバンドの屋台骨を支えた。
オジー・オズボーン・バンドの音源では、1982年のライブ・アルバム『悪魔の囁き』、1983年のスタジオ・アルバム『月に吠える』のレコーディングに参加。『月に吠える』完成直後にオズボーンの妻シャロン・オズボーンの意向で解雇され、同アルバムのツアーにはカーマイン・アピスが後任として加入したが、ツアー途中でアピスは脱退。オズボーンはアルドリッジを呼び戻し、結局ツアーの後半はアルドリッジがプレイした。1985年に行われた「ロック・イン・リオ」（クイーン、ホワイトスネイクらとの共演）を最後にオジー・オズボーン・バンドを脱退。

ホワイトスネイク時代のトミー(左から2人目、1990年)

1987年、デイヴィッド・カヴァデール率いるホワイトスネイクがリリースした『白蛇の紋章〜サーペンス・アルバス』収録の「スティル・オブ・ザ・ナイト(Still of the Night)」のミュージック・ビデオ撮影に参加した後、アルバムのツアーのためにカヴァデールにスカウトされ、同PVに出演したエイドリアン・ヴァンデンバーグ（ギター、元ヴァンデンバーグ）、ヴィヴィアン・キャンベル（ギター、元ディオ）、ルディ・サーゾ（ベース、元クワイエット・ライオット、オジー・オズボーン・バンド時代はアルドリッジの同僚）と共に、そのままホワイトスネイクのメンバーとなる。ホワイトスネイクは全米でブレイクし、アルドリッジは以降2年間に渡ってグループに在籍、1989年には『スリップ・オブ・ザ・タング』のレコーディングにも参加するが、この作品は商業的には前作ほどの成功を得られず、間もなくグループは解散した。
ホワイトスネイク解散後は、エイドリアン・ヴァンデンバーグ、ルディ・サーゾらと共にマニック・エデンを結成したほか、モーターヘッド、テッド・ニュージェントをはじめとした数多くのミュージシャンをサポート。1996年には、イングヴェイ・マルムスティーンの「Carry on Wayward Son」 (カンサスのカバー)のミュージック・ビデオに、脱退したアンダース・ヨハンソンの後任として出演し、「インスピレーション・ツアー」にも同行した。
2002年からは、メンバーを一新したホワイトスネイクのツアーに復帰したが、2007年に脱退。2007年から2009年まではスコット・ゴーハム、ジョン・サイクスらが再結成したシン・リジィのツアーに参加。2009年にはAC/DCのとイギリス・スタジアム・ツアーがアナウンスされたが、直前にアルドリッジが事故で鎖骨を骨折するアクシデントに遭い、このプランはキャンセルされた。
2013年、ホワイトスネイクに復帰(現在も在籍している)。
2022年6月、マイケル・スウィート（ギター、ストライパー）、ジョエル・ホークストラ（ギター、ホワイトスネイク）、ネイサン・ジェイムズ（ボーカル、INGLORIOUS）、マルコ・メンドーサ（ベース、ホワイトスネイク、ブルー・マーダー他）、トミー・アルドリッジ（ドラム、ホワイトスネイク、オジー・オズボーン他）による新バンド『ICONIC』のデビュー作『SECOND SKIN（セカンド・スキン）』を発表。
膨大な数のレコーディングやライブのほか、ドラム・クリニックの主宰や様々なイベントでの演奏にも意欲的で、1980年代前半から多忙なツアー、レコーディングの合間を縫って多くの仕事を手掛けている。
趣味は自身のトレーニングを兼ねたサイクリング。

## 使用機材
当初はソナー製のドラムセットを使用していたが、後にヤマハへ切り替え30年以上に渡り愛用している。シンバルは、かつてジルジャンを使用していたが、現在はパイステ製のシンバルを愛用。
スティックはPRO MARKから発売されている自身のモデルを使用し、マッチドグリップで演奏する。演奏中の「スティック回し」は彼のトレードマークの一つともなっている。

## ディスコグラフィ

### ブラック・オーク・アーカンソー
- If an Angel Came to See You, Would You Make Her Feel at Home? (1972年)
- 『ラウンチン・ロール・ライブ』 - Raunch 'N' Roll Live (1973年)
- High on the Hog (1973年)
- Street Party (1974年)
- Ain't Life Grand (1975年)
- X-Rated (1975年)
- Live! Mutha (1976年) ※1975年ライブ録音
- Balls of Fire (1976年)
- 10 Yr Overnight Success (1976年)
- 『キング・ビスケット・ライヴ』 - King Biscuit Flower Hour Presents: Black Oak Arkansas (1998年) ※1976年録音

### パット・トラヴァース・バンド
- 『ヒート・イン・ザ・ストリート』 - Heat In The Street (1978年)
- 『ライヴ!』 - Live! Go for What You Know (1979年)
- 『クラッシュ・アンド・バーン』 - Crash and Burn (1980年)
- 『ラジオ・アクティヴ』 - Radio Active (1981年)
- Live in Concert (1992年)

### ゲイリー・ムーア
- 『ダーティ・フィンガーズ』 - Dirty Fingers (1983年)
- 『ライヴ・アット・ザ・マーキー』 - Live at the Marquee (1983年)

### オジー・オズボーン
- 『悪魔の囁き』 - Speak of the Devil (1982年)
- 『月に吠える』 - Bark at the Moon (1983年)
- 『トリビュート〜ランディ・ローズに捧ぐ』 - Tribute (1987年)

### ホワイトスネイク
- 『スリップ・オブ・ザ・タング』-  Slip of the Tongue (1989年)
- Live: in The Still Of The Night (2004年)
- 『グレイテスト・ヒッツ・ライヴ+ 4 NEW SONGS』 - Live: In The Shadow Of The Blues (2006年)
- 『ライヴ・アット・ドニントン 1990』-  Live at Donington 1990 (2011年)

### マニック・エデン
- 『マニック・エデン』 - Manic Eden (1994年)

### その他
- ルビー・スター : Scene Stealer (1976年)
- ヴィニー・ムーア : 『マインズ・アイ』 - Mind's Eye (1986年)
- M.A.R.S（マカパイン、アルドリッジ、ロック、サーゾ） : 『プロジェクト・ドライヴァー』 - Project : Driver (1986年)
- モーターヘッド : 『マーチ・オア・ダイ』 - March ör Die (1992年)
- ハウス・オブ・ローズ : 『ディーモンズ・ダウン』 - Demons Down (1992年)
- PATA：『PATA』（1993年）
- パトリック・ロンダット : Amphibia (1996年)
- ジョン・サイクス : 『20thセンチュリー』 - 20th Century (1997年)
- スティーヴ・フィスター : Age of Great Dreams (1999年)
- パトリック・ロンダット : On the Edge (1999年)
- シン・リジィ : One Night Only (2000年)
- テッド・ニュージェント : Full Bluntal Nugity (2000年)
- DESTINIA：『METAL SOULS』（2018年）